# Старіння сталі
Старі́ння ста́лі — зміна властивості сталі, що відбувається в часі без помітної зміни мікроструктури.

## Загальна інформація
Такі процеси відбуваються переважно в низьковуглецевих сталях (менше 0,25% C). При старінні за рахунок скупчення атомів вуглецю на дислокаціях або виділення надлишкових фаз і фериту (карбідів, нітридів) підвищуються міцність, границя холодноламкості і знижується опір крихкому руйнуванню. Схильність сталі до старіння знижується при легуванні її алюмінієм, титаном чи ванадієм.

## Класифікація
Відомі два види старіння: термічне та деформаційне.

### Термічне старіння
Термічне старіння зміна твердості, пластичності і міцності, які відбуваються в результаті зміни розчинності вуглецю в залізі в залежності від температури:
- якщо процес відбувається при кімнатній температурі, то таке старіння називається природним;
- якщо ж процес відбувається при підвищеній температурі, то старіння називається штучним.

В умовах прискореного охолодження з 650…700 °C в низьковуглецевій сталі затримується виділення третинного цементиту і при нормальній температурі фіксується перенасичений розчин (фериту). При наступній витримці сталі при нормальній температурі або при підвищеній до 50…150 °C відбувається утворення атмосфер Коттрелла або розпад твердого розчину з виділенням третинного цементиту (ε-карбіду) у вигляді дисперсних частинок. Старіння технічного заліза (сталі) також може викликатись виділенням твердих частинок нітриду Fe16N2 або Fe4N.

### Деформаційне старіння
Деформаційне (механічне) старіння відбувається після холодної пластичної деформації, якщо вона відбувається за температури, нижчої від температури рекристалізації. Таке старіння розвивається протягом 15—16 діб при кімнатній температурі і протягом декількох хвилин при 200…350 °C. При нагріванні здеформованої сталі можливе утворення частинок карбідів і метастабільної нітридної фази Fe16N2 або стабільного нітриду Fe4N. З розвитком деформаційного старіння суттєво погіршується штампованість листової сталі, тому багато видів вуглецевих сталей обов'язково піддають випробуванням на схильність до деформаційного старіння.